# Arthun
Arthun è un comune francese di 525 abitanti situato nel dipartimento della Loira della regione dell'Alvernia-Rodano-Alpi.

## Monumenti e luoghi d'interesse
- Chiesa di San Bartolomeo
- Castello di Beauvoir, del XVIII secolo restaurato nel XIX secolo

## Società

### Evoluzione demografica
Abitanti censiti